# Niechlów (stacja kolejowa)
Niechlów – zlikwidowana stacja kolejowa na linii nr 372 w Niechlowie, w województwie dolnośląskim, w Polsce.